# 朝日訴訟
朝日訴訟（あさひそしょう）とは、1957年（昭和32年）に、国立岡山療養所に入所していた朝日茂（あさひ しげる、1913年7月18日 - 1964年2月14日：以下「原告」）が厚生大臣を相手取り、日本国憲法第25条に規定する「健康で文化的な最低限度の生活を営む権利」（生存権）と生活保護法の内容について争った行政訴訟である。原告の姓からこう呼ばれる。

## 訴訟の概要
結核患者である原告は、日本国政府から1カ月600円の生活保護による生活扶助と医療扶助を受領して、岡山県の国立岡山療養所で生活していたが、月々600円での生活は無理であり、保護給付金の増額を求めた。
1956年（昭和31年）、津山市の福祉事務所は、原告の兄に対し月1,500円の仕送りを命じた。市の福祉事務所は、同年8月分から従来の日用品費（600円）の支給を原告本人に渡し、上回る分の900円を医療費の一部自己負担分とする保護変更処分（仕送りによって浮いた分の900円は医療費として療養所に納めよ、というもの）を行った。
これに対し、原告が岡山県知事に不服申立てを行ったが却下され、次いで厚生大臣に不服申立てを行うも、厚生大臣もこれを却下したことから、原告が行政不服審査法による訴訟を提起するに及んだものである。

### 原告の主張
原告は、当時の「生活保護法による保護の基準」（昭和28年厚告第226号）による支給基準600円では生活出来ないと実感し、日本国憲法第25条、生活保護法に規定する「健康で文化的な最低限度の生活を営む権利」を保障する水準には及ばないことから、日本国憲法違反にあたると主張した。

## 判決
- 第一審の東京地方裁判所は、日用品費月額を600円に抑えているのは違法であるとし、裁決を取り消した（原告の全面勝訴）（東京地判昭35.10.19 行裁11.10.2921）。
- 第二審の東京高等裁判所は、日用品費月600円はすこぶる低いが、不足額は70円に過ぎず憲法第25条違反の域には達しないとして、原告の請求を棄却した（東京高判昭和38.11.4 行裁14.11.1963）。
- 上告審の途中で原告が死亡し（1964年2月14日に死去）、養子夫妻が訴訟を続けたが、最高裁判所は、生活保護を受ける権利は相続できないとし、本人の死亡により訴訟は終了したとの判決を下した（最大判昭和42.5.24 民集21.5.1043）。

### 念のため判決
最高裁判所は、「なお、念のため」として生活扶助基準の適否に関する意見を述べている。それによると「憲法25条1項はすべての国民が健康で文化的な最低限度の生活を営み得るように国政を運営すべきことを国の責務として宣言したにとどまり、直接個々の国民に具体的権利を賦与したものではない」とし、国民の権利は法律（生活保護法）によって守られれば良いとした。「何が健康で文化的な最低限度の生活であるかの認定判断は、厚生大臣の合目的的な裁量に委されている」とする。
この部分は、プログラム規定説のリーディング・ケースである食糧管理法違反事件（最高裁判所昭和23年9月29日）が示した生存権の解釈を踏まえている（ただし、憲法第25条に裁判規範性を認めている点で、完全なプログラム規定説ではないことに注意する必要がある）。傍論で生存権の性格について詳細に意見を述べた最高裁のこの判決を「念のため判決」と呼ぶことがある。
- 以後この裁判の影響により、生活保護基準の金額改善や社会保障制度の発展に大きく寄与した[2]。

## 学校教育における本訴訟の取り上げ方
昭和60年代までの小中学校社会科の文部省検定済教科書には、基本的人権の尊重の問題点を挙げる際に、真っ先に本訴訟が取り上げられた。現在でも、高等学校用教科書などで取り上げられている。

## 原告
朝日茂は、1913年岡山県生まれ。1936年、中央大学二部卒業。1940年、結核のために国立岡山療養所早島光風園に入院した。1948年、日本患者同盟を結成、1949年、中央委員、1956年、生活保護変更決定に対する行政不服申し立てを却下され、1957年、生活保護基準が憲法に違反するとして行政訴訟を提訴し、1960年、一審で勝訴、1963年、二審で敗訴、1964年、最高裁上告中に死去した。（訴訟は養子夫妻が継承し、1967年、敗訴した。）